# 蝎虎座DK
蝎虎座DK（DK Lacertae），也称1950年蝎虎座新星，是一颗位于蝎虎座的新星，1950年爆发。爆发时最亮视星等为5.0等。

## 天球坐标
- 赤经：22h 49m 46s.43
- 赤纬：+53° 17' 18".1